# Mesosemia
Genre
Mesosemia est un genre d'insectes lépidoptères de la famille des Riodinidae et de la sous-famille des Riodininae. 
Ils résident en Amérique du Sud.

## Dénomination
Le genre a été nommé par Jacob Hübner en 1819.

## Liste des espèces
- Mesosemia ackeryi Brévignon, 1997; présent en Guyane
- Mesosemia acuta Hewitson, 1873; présent au Brésil
- Mesosemia adida Hewitson, 1869; présent en Équateur
- Mesosemia ahava Hewitson, 1869; présent en Équateur, en Bolivie et au Pérou.
- Mesosemia albipuncta Schaus, 1913; présent au Costa Rica et à Panama
- Mesosemia amarantus Stichel, 1910; au Pérou.
- Mesosemia anceps Stichel, 1915; présent en Équateur
- Mesosemia antaerice Hewitson, 1859; présent en Guyane, Guyana, au Surinam, à Trinité-et-Tobago, en Équateur et au Brésil
- Mesosemia araeostyla Stichel, 1915; présent en Guyana
- Mesosemia asa Hewitson, 1869; présent au Costa Rica, au Nicaragua, à Panama, en Équateur et en Colombie
- Mesosemia bahia Callaghan, 1999; présent au Brésil
- Mesosemia bella Sharpe, 1890; présent au Brésil
- Mesosemia carderi Druce, 1904; en Colombie
- Mesosemia carissima Bates, 1866; présent au Costa Rica et à Panama
- Mesosemia ceropia Druce, 1874; au Costa Rica et en Colombie
- Mesosemia coelestis Godman & Salvin, [1885]; présent au Costa Rica et en Colombie
- Mesosemia cordillerrensis Salazar & Constantino, 1993;  en Colombie
- Mesosemia cyanira Stichel, 1909; présent en Équateur
- Mesosemia cippus Hewitson, 1859; présent au Brésil
- Mesosemia cymotaxis Stichel, 1910; présent au Brésil
- Mesosemia decolorata Lathy, 1932; présent au Brésil et en Guyane
- Mesosemia dulcis Stichel, 1910; présent au Brésil
- Mesosemia ephyne (Cramer, 1776); présent en Guyane, Guyana, au Surinam, au Pérou et au Brésil
- Mesosemia epidius Hewitson, 1859; présent en Guyane
- Mesosemia erinnya Stichel, 1910; présent en Équateur et au Pérou.
- Mesosemia esmeralda Gallard & Brévignon, 1989; présent en Guyane
- Mesosemia esperanza Schaus, 1913; présent au Costa Rica et à Panama
- Mesosemia eugenea Stichel, 1910; présent  au Surinam et au Brésil
- Mesosemia eumene (Cramer, 1776); présent en Guyane, Guyana, au Surinam, en Équateur, en Bolivie, au Pérou et au Brésil
- Mesosemia eurythmia Stichel, 1915; présent au Brésil
- Mesosemia evias Stichel, 1923; présent au Brésil
- Mesosemia friburgensis Schaus, 1902; présent au Brésil
- Mesosemia gaudiolum Bates, 1865; au Mexique, au Nicaragua et au Guatemala.
- Mesosemia gemina J. & R. G. Maza, 1980; au Mexique.
- Mesosemia gertraudis Stichel, 1910; présent au Pérou
- Mesosemia gneris Westwood, 1851; présent  au Surinam, au Pérou et au Brésil
- Mesosemia grandis Druce, 1874; au Costa Rica et  à Panama
- Mesosemia harveyi DeVries & Hall, 1996; au Costa Rica et à Panama
- Mesosemia hedwigis Stichel, 1910; au Pérou et en Bolivie
- Mesosemia hesperina Butler, 1874; présent au Costa Rica, au Nicaragua, au Venezuela et au Brésil
- Mesosemia hypermegala Stichel, 1909; au Costa Rica et en Colombie
- Mesosemia jucunda Stichel, 1923; présent au Brésil
- Mesosemia ibycus Hewitson, 1859
- Mesosemia impedita Stichel, 1909; présent au Brésil
- Mesosemia inconspicua Lathy, 1932; présent en Guyane
- Mesosemia isshia Butler, 1869;  en Colombie
- Mesosemia judicialis Butler, 1874; présent au Brésil, en Bolivie, et au Pérou.
- Mesosemia kwokii D'Abrera, 1860; en Colombie
- Mesosemia lacernata Stichel, 1909; présent  au Surinam
- Mesosemia lamachus Hewitson, 1857; présent  au Mexique, au Honduras, au Costa Rica, au Guatemala,  et en Colombie
- Mesosemia lapillus Stichel, 1910; présent au Pérou
- Mesosemia latizonata' Butler, 1874; présent en Équateur
- Mesosemia loruhama Hewitson, 1869; présent en Équateur, en Colombie, en Bolivie, et au Pérou.
- Mesosemia luperca Stichel, 1910; présent au Pérou
- Mesosemia lycorias Stichel, 1915; présent au Brésil
- Mesosemia macella Hewitson, 1859; présent au Brésil
- Mesosemia machaera Hewitson, 1860; présent en Équateur, au Brésil et en Colombie
- Mesosemia macrina (C. & R. Felder, 1865); présent en Équateur et en Colombie
- Mesosemia maeotis Hewitson, 1859; présent au Brésil
- Mesosemia magete Hewitson, 1860; présent  au Surinam et au Brésil
- Mesosemia mamilia Hewitson, 1870; présent en Équateur
- Mesosemia mancia Hewitson, 1870; présent en Équateur
- Mesosemia mathania Schaus, 1902; présent au Pérou
- Mesosemia mayi Lathy, 1958; présent au Brésil
- Mesosemia meeda Hewitson, 1858; présent au Brésil
- Mesosemia melaene Hewitson, 1859; présent au Brésil et en Guyana
- Mesosemia melese Hewitson, 1860; présent au Brésil
- Mesosemia melpia Hewitson, 1859; présent au Brésil
- Mesosemia menoetes Hewitson, 1859; présent en Guyane, en Bolivie, au Pérou et au Brésil
- Mesosemia messeis Hewitson, 1860; présent en Équateur, au Brésil, en Bolivie au Pérou
- Mesosemia mesoba Hewitson, [1873]; présent en Équateur
- Mesosemia methion Hewitson, 1860; présent au Brésil et à Trinité-et-Tobago
- Mesosemia metope Hewitson, 1859; présent en Guyane,  Guyana, au Pérou et au Brésil
- Mesosemia mehida Hewitson, 1869; en Équateur
- Mesosemia mevania Hewitson, [1857]; en Équateur, au Pérou et en Colombie
- Mesosemia metuana (C. & R. Felder, 1865); présent en Équateur, en Colombie, en Bolivie
- Mesosemia metura Hewitson, [1873]; présent au Pérou.
- Mesosemia minos Hewitson, 1859; présent  au Surinam et au Brésil
- Mesosemia minutula Gallard, 1996; présent en Guyane
- Mesosemia misipsa Hewitson, 1859; présent au Brésil
- Mesosemia modulata Stichel, 1910; au Pérou.
- Mesosemia moesia Hewitson, [1857]; présent au Brésil
- Mesosemia mosera Hewitson, 1860; présent au Brésil
- Mesosemia myonia Hewitson, 1859; présent au Brésil
- Mesosemia myrmecias Stichel, 1910; présent en Guyane,  Guyana, au Pérou et en Bolivie
- Mesosemia naiadella Stichel, 1909; présent en Guyane, Guyana, au Surinam,  en Équateur, au Pérou et au Brésil
- Mesosemia nerine Stichel, 1909; en Bolivie
- Mesosemia nyctea (Hoffmannsegg, 1818); présent  au Surinam et au Brésil
- Mesosemia nympharena Stichel, 1909; présent en Guyane
- Mesosemia odice (Godart, [1824]); présent au Brésil et en Argentine
- Mesosemia olivencia Bates, 1868; au Pérou et au Brésil
- Mesosemia orbona Godman, 1903; présent en Guyane, Guyana, au Surinam, en Colombie
- Mesosemia ozora Hewitson, 1869; présent en Équateur
- Mesosemia pacifica Stichel, 1926; présent en Colombie
- Mesosemia pardalis Callaghan, 2001; présent au Brésil
- Mesosemia phace Godman, 1903; présent en Guyana
- Mesosemia philocles (Linnaeus, 1758); présent  au Surinam et au Brésil
- Mesosemia praeculta Stichel, 1910; en Bolivie
- Mesosemia putli Seitz, 1913; au Pérou
- Mesosemia reba Hewitson, 1869; en Équateur
- Mesosemia rhodia (Godart, [1824]; présent au Brésil)
- Mesosemia scotina Stichel, 1909; présent  au Surinam
- Mesosemia sibyllina Staudinger, [1887]; présent en Équateur et en Colombie
- Mesosemia sifia (Boisduval, 1836); présent en Guyane,  Guyana, en Équateur et en Colombie
- Mesosemia sirenia Stichel, 1909; présent au Brésil, en Bolivie, et au Pérou.
- Mesosemia steli Hewitson, 1858; présent au Brésil
- Mesosemia subtilis Stichel, 1909; en Bolivie et au Pérou.
- Mesosemia synnephis Stichel, 1909; présent au Brésil
- Mesosemia telegone (Boisduval, [1836]); présent  au Mexique,  au Costa Rica, au Venezuela,  en Équateur et en Colombie
- Mesosemia tenebricosa Hewitson, 1877;présent au Brésil, en Équateur et au Pérou
- Mesosemia teulem Brévignon, 1995; présent en Guyane
- Mesosemia thera Godman, 1903; présent au Brésil
- Mesosemia thetys Godman & Salvin, [1885]; présent en Colombie
- Mesosemia thyas Stichel, 1910; présent au Brésil
- Mesosemia thymetus (Cramer, 1777); présent au Surinam et en Colombie
- Mesosemia ulrica (Cramer, 1777); présent au Surinam,  en Équateur et au Pérou
- Mesosemia veneris Butler, 1871; présent au Brésil
- Mesosemia zanoa Hewitson, 1869; présent en Équateur et en Colombie
- Mesosemia zikla Hewitson, 1869; présent en Équateur
- Mesosemia zonalis Godman & Salvin, [1885]; au Honduras et à Panama
- Mesosemia zorea Hewitson, 1869; présent en Équateur, en Colombie et au Pérou
- Mesosemia walteri Brévignon, 1998; présent en Guyane

### Source
- funet